# Игнатенко, Владимир Всеволодович
Вла́димир Все́володович Игнате́нко (род. 11 мая 2006, Симферополь) — российский футболист, нападающий клуба «Крылья Советов».

## Биография
Родился в Симферополе.
Воспитанник симферопольской школы «РК-Спорт». 7 июля 2022 года перешёл в академию клуба «Крылья Советов».
13 апреля 2024 года в матче Второй лиги (дивизион «Б») против «Лада-Тольятти» дебютировал в профессиональном футболе «Крылья Советов-2».
16 января 2025 года продлил контракт с клубом.
25 июля 2025 года в матче против «Пари Нижний Новгород» дебютировал в РПЛ за основную команду.

## Статистика выступлений
| Выступление        | Выступление       | Выступление      | Лига | Лига | Кубки | Кубки | Итого | Итого |
| Клуб               | Лига              | Сезон            | Игры | Голы | Игры  | Голы  | Игры  | Голы  |
| ------------------ | ----------------- | ---------------- | ---- | ---- | ----- | ----- | ----- | ----- |
| Крылья Советов     | РПЛ               | 2025/26          | 3    | 1    | 1     | 0     | 4     | 1     |
| Крылья Советов     | Итого             | Итого            | 3    | 1    | 1     | 0     | 4     | 1     |
| → Крылья Советов-2 | Вторая лига («Б») | 2024             | 24   | 7    | —     | —     | 24    | 7     |
| → Крылья Советов-2 | Вторая лига («Б») | 2025             | 7    | 0    | —     | —     | 7     | 0     |
| → Крылья Советов-2 | Итого             | Итого            | 31   | 7    | —     | —     | 31    | 7     |
| Всего за карьеру   | Всего за карьеру  | Всего за карьеру | 34   | 8    | 1     | 0     | 35    | 8     |